# Наутразі
На́утразі (ест. Nautrasi küla) — село в Естонії, у волості Сааре повіту Йиґевамаа.

## Населення
Чисельність населення на 31 грудня 2011 року становила 13 осіб.

## Географія
Село розташоване на відстані приблизно 2 км на північ від волосного центру Кяепи.
Через село тече річка Кяепа (ест. Kääpa jõgi).